# Sommer-Paralympics 2008/Teilnehmer (Bosnien und Herzegowina)
| stlisierte Goldmedaille | stlisierte Silbermedaille | stlisierte Bronzemedaille |
| ----------------------- | ------------------------- | ------------------------- |
| —                       | 1                         | —                         |

Bosnien und Herzegowina nahm mit 15 Sportlern an den Sommer-Paralympics 2008 im chinesischen Peking teil.
Fahnenträger bei der Eröffnungsfeier war Sabahudin Delalic. Die einzige Medaille gewann die Sitzvolleyballmannschaft mit einem zweiten Platz.

## Teilnehmer nach Sportart

### Leichtathletik
Frauen
- Dzenita Klico

Männer
- Dzevad Pandzic

### Schießen
Männer
- Izudin Husanovic

### Sitzvolleyball
| Männer (Silber ) |
| --- |
| - Safet Alibasic - Sabahudin Delalic (C) - Mirzet Duran - Esad Durmisevic - Ismet Godinjak - Dzevad Hamzic - Ermin Jusufovic - Hidaet Jusufovic (L) - Zikret Mahmic - Adnan Manko - Asim Medic - Ejub Mehmedovic |

(C) = Kapitän der Mannschaft, (L) = Libero